# Петрівка (Вінницький район)
Петрі́вка — село в Україні, у Турбівській селищній громаді Вінницького району Вінницької області. Населення становить 108 осіб. До 2020 підпорядковувалася Костянтинівській сільській раді.

## Історія
Село засноване наприкінці XVIII ст. Існувало спочатку в вигляді хутора, потім було розвинуте в слободу і отримало назву власне Петрівка від господара Прилуцького ключа Петра Боржецького.
Історичні джерела свідчать про те, що 24 квітня 1799 р. село Петрівка Вахновської волості було продане згаданим поміщиком графом Петром Боржецьким, підстолієм коронним, кавалером Ордена Білого Орла, полковнику колишніх польських військ Ігнатію Комарницькому за 30 тис. польських злотих. На той час у селі були панський двір, кілька селянських хатин, корчма, 1006 холмських волоків землі. Через 5 років Петрівка потрапила під дворянську опіку.
У 1828 р. Петрівка належала поміщиці Осташевській, нараховувалося 20 дворів.
В одній з краєзнавчих публікацій було помилково вказано, що «в селі існував костел, що був збудований в XVIII ст. Католицька каплиця згадана у 1849, 1855 рр., приписана до костелу в Вахнівці»., проте в 18 столітті Петрівка існувала в вигляді невеличкого хутора, де в принципі не міг бути костел та й пізніше не мала достатньо католицького населення, щоб мати католицькі каплиці. Православні ж ходили до церкви в Костянтинівці
У роки Голодомору 1932-1933 років померло 165 мешканців Петрівки. Зафіксовано десяток випадків людоїдства батьками дітей, а також бродячого священника. Молодий голова колгоспу, комсосолець Микита Яцінський міг допомогти лише працюючим у колгоспі. Варили їсти Дячук Петро і Петрова Олена, проте багатьох врятувати не вдалося (зі спогадів жительки села Годонюк Ганни Петрівни, 1923 р.н.).

## Населення

### Мова
Розподіл населення за рідною мовою за даними перепису 2001 року:
| Мова       | Кількість | Відсоток |
| ---------- | --------- | -------- |
| українська | 108       | 100%     |

## Галерея

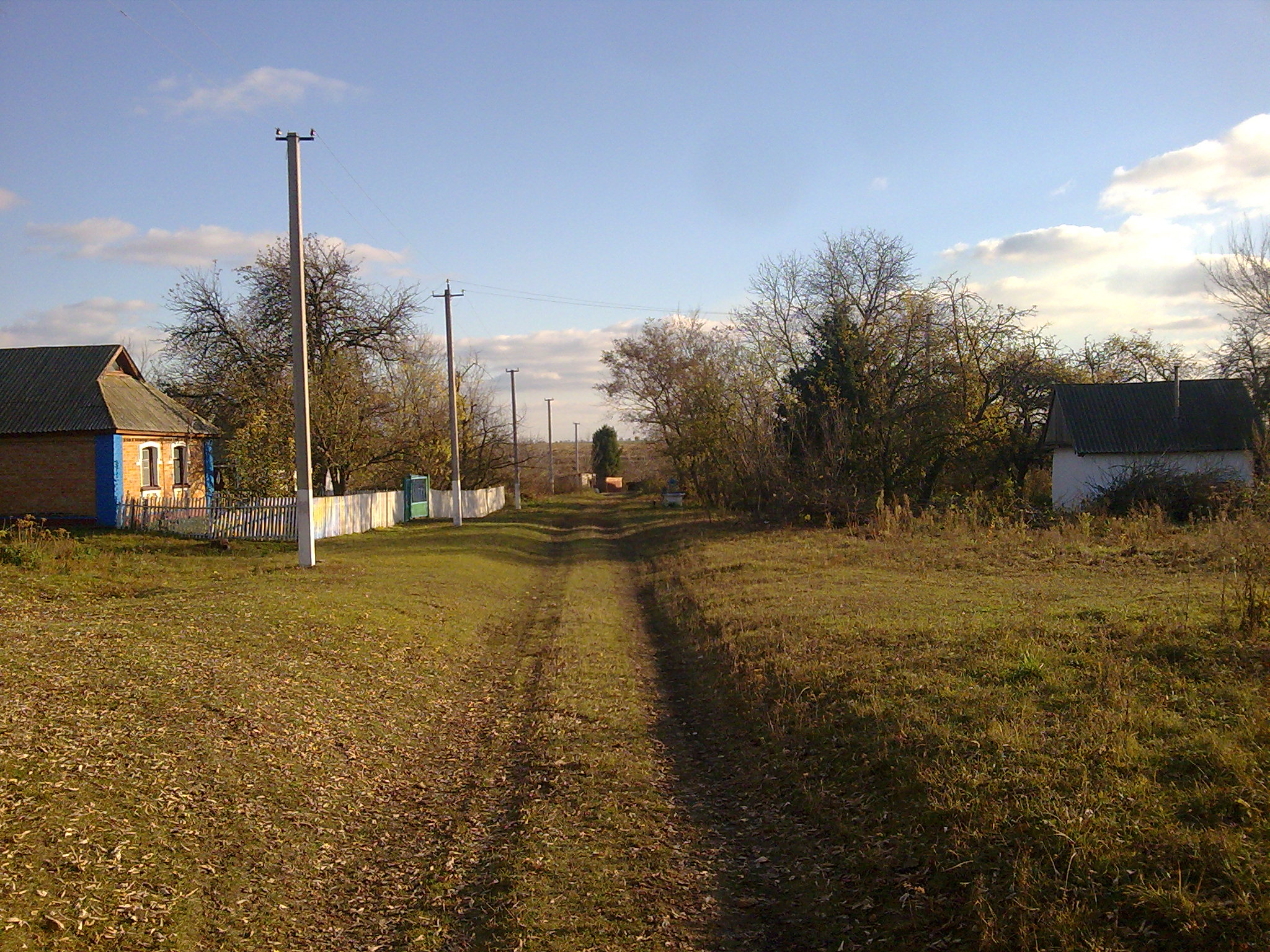
Вулиця в Петрівці
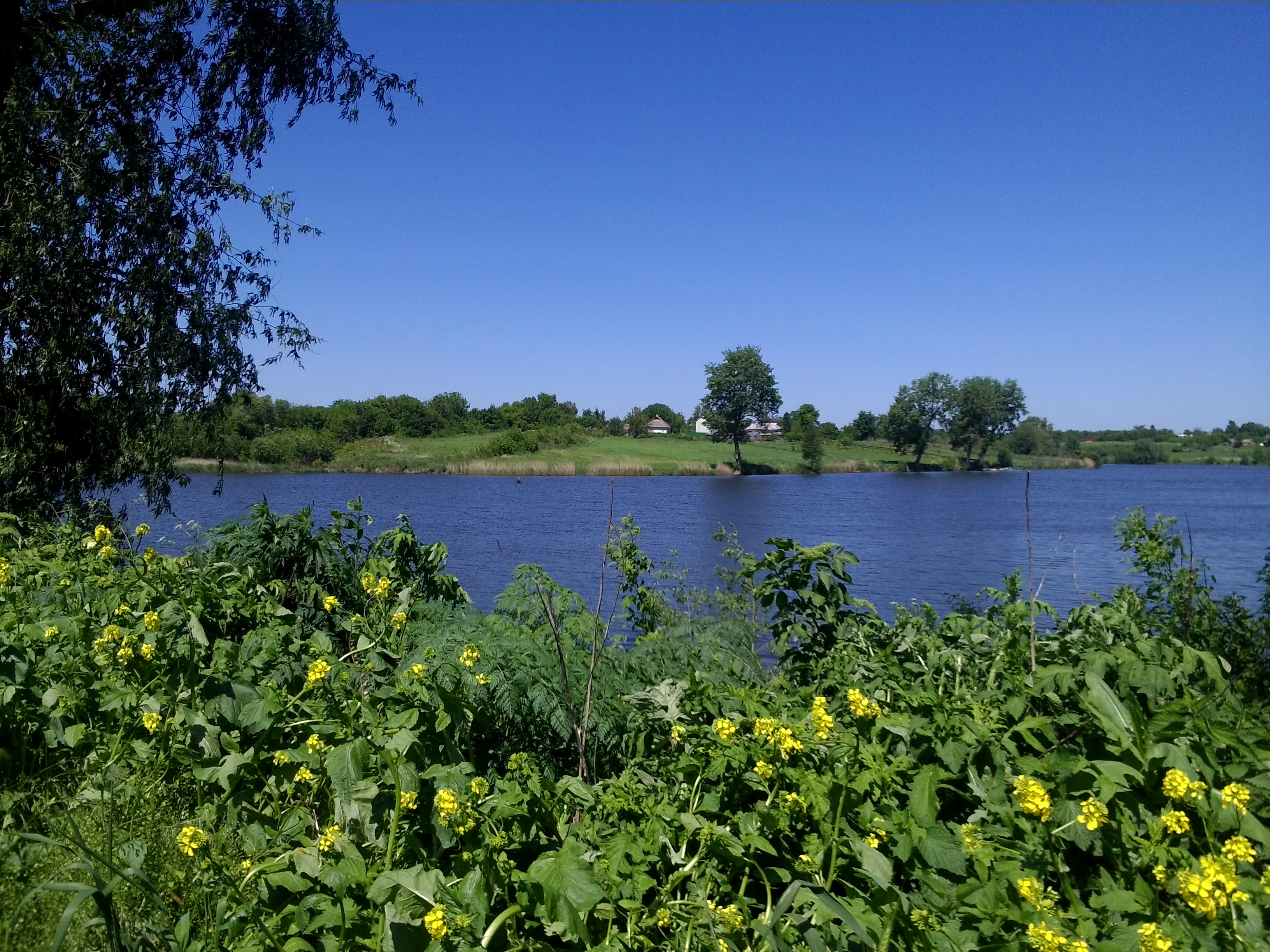
Ставок
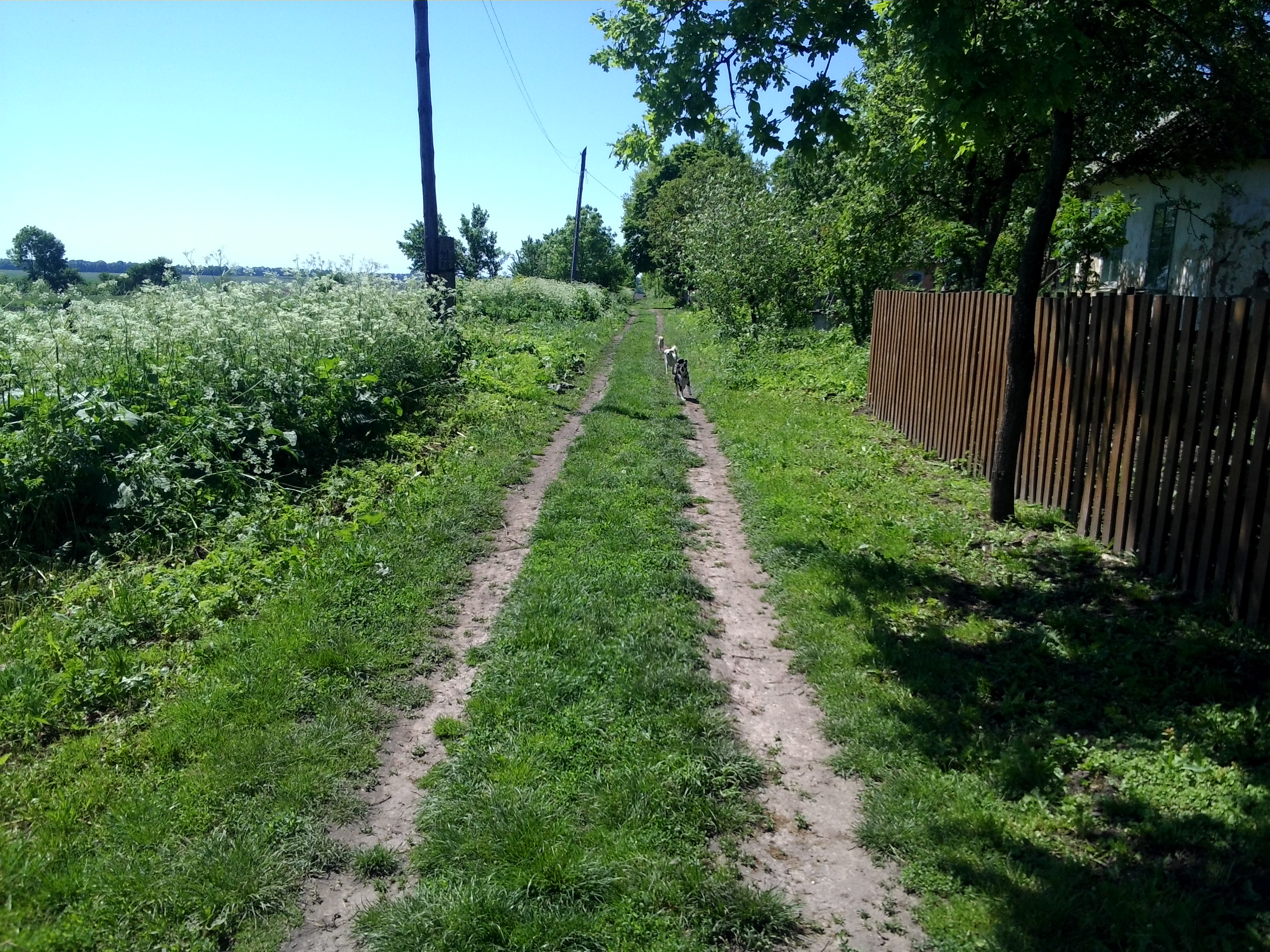
Вулиця в Петрівці
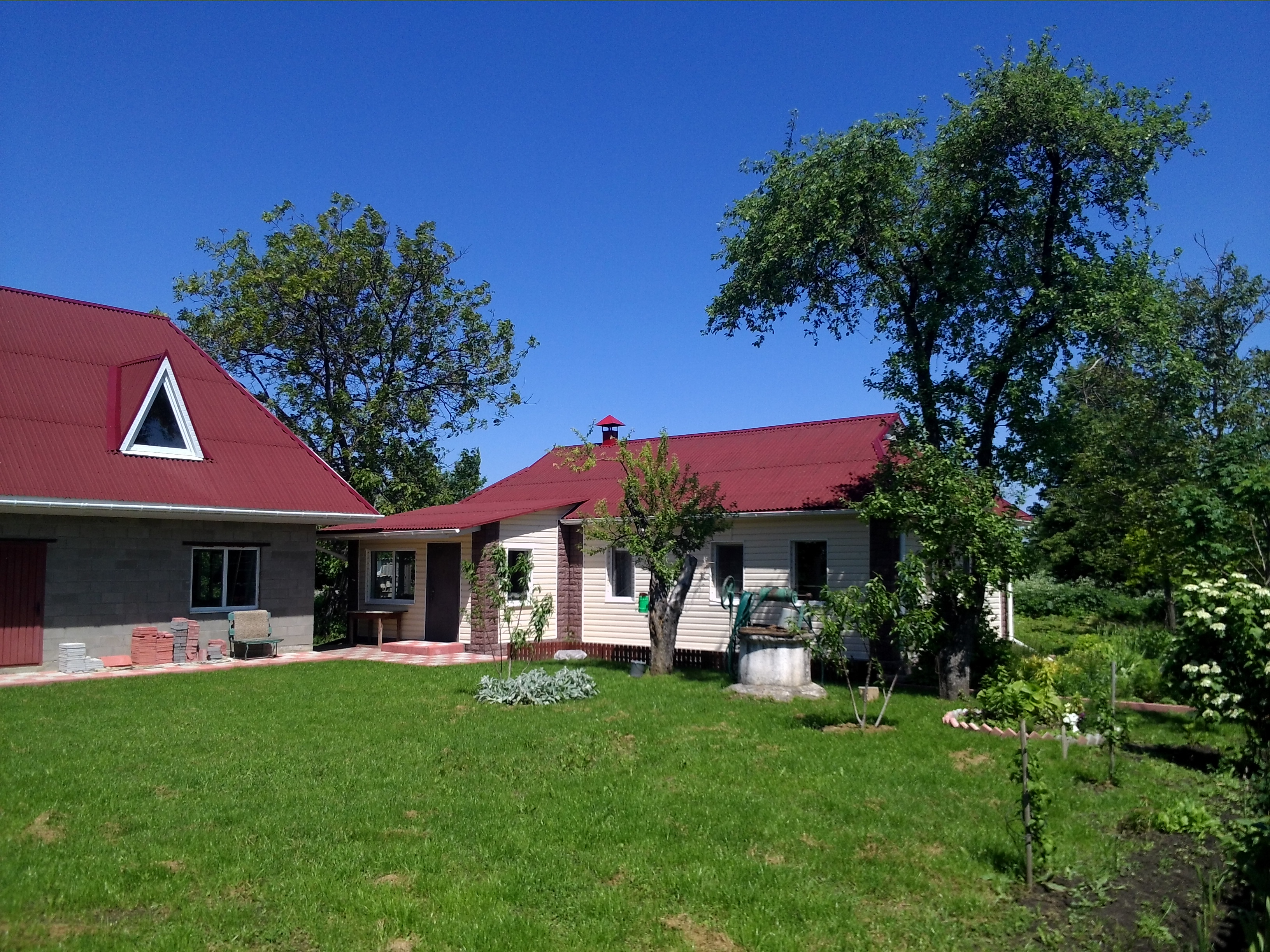
Садиба
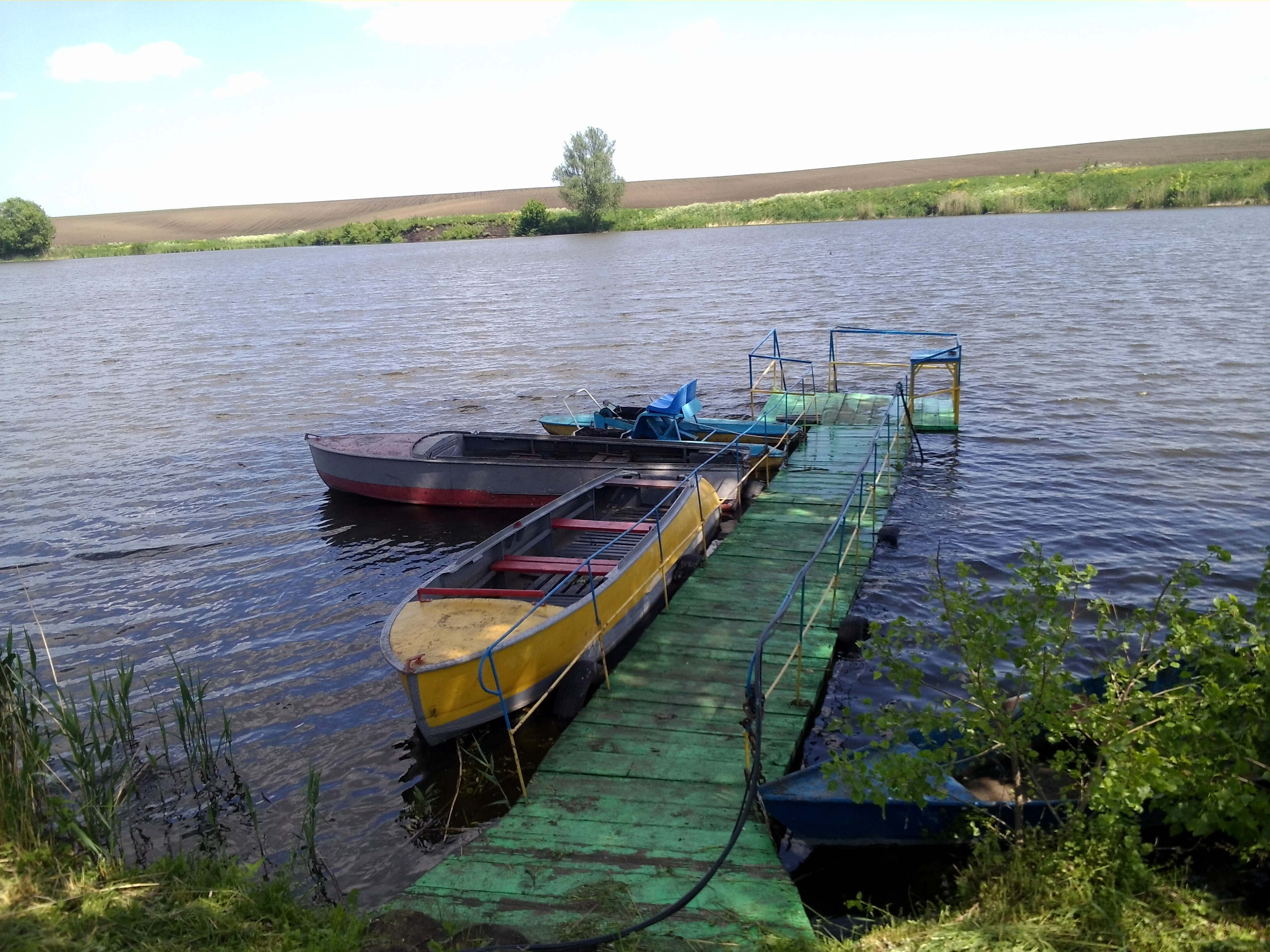
На ставку
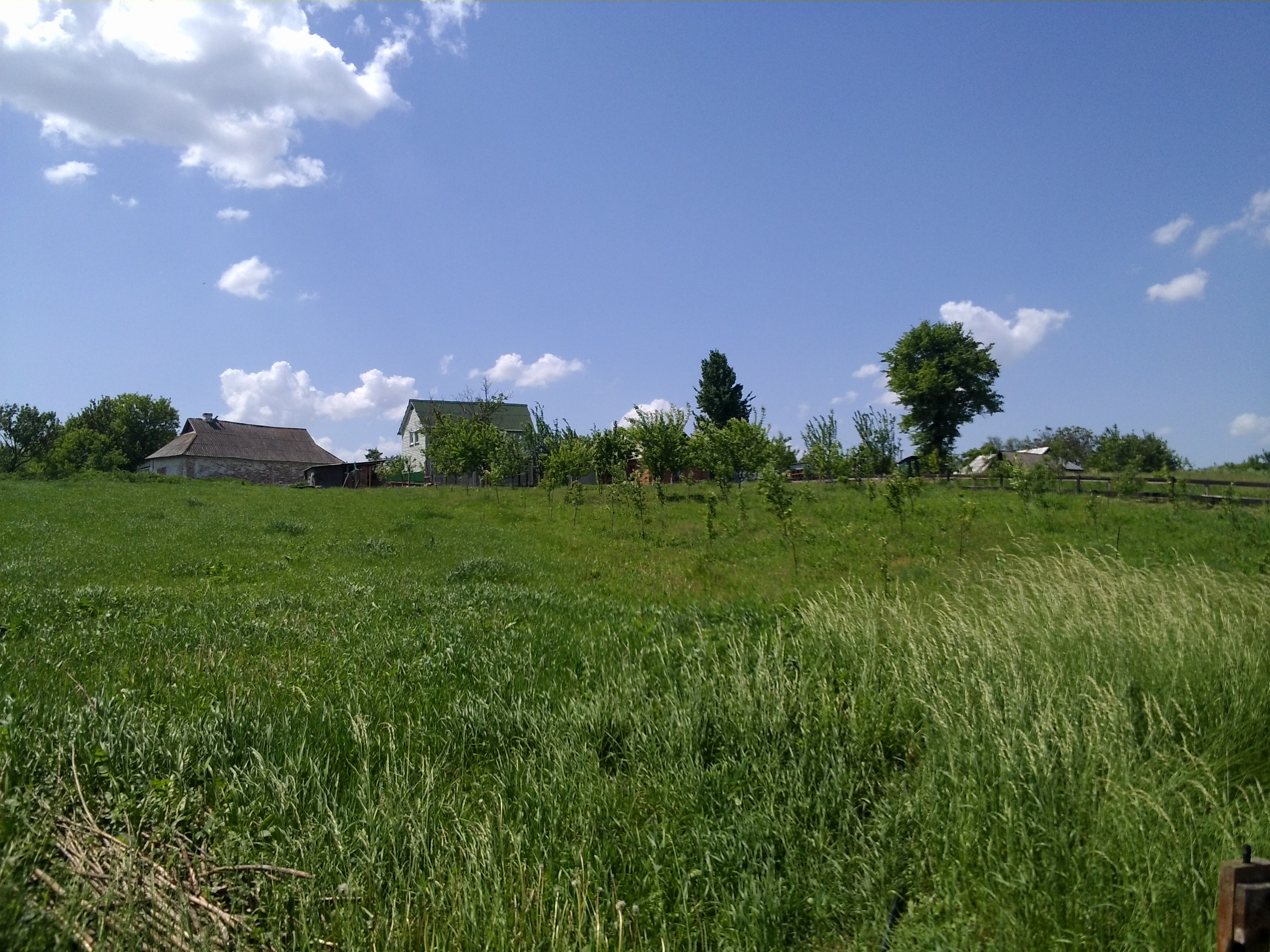
Сільський краєвид
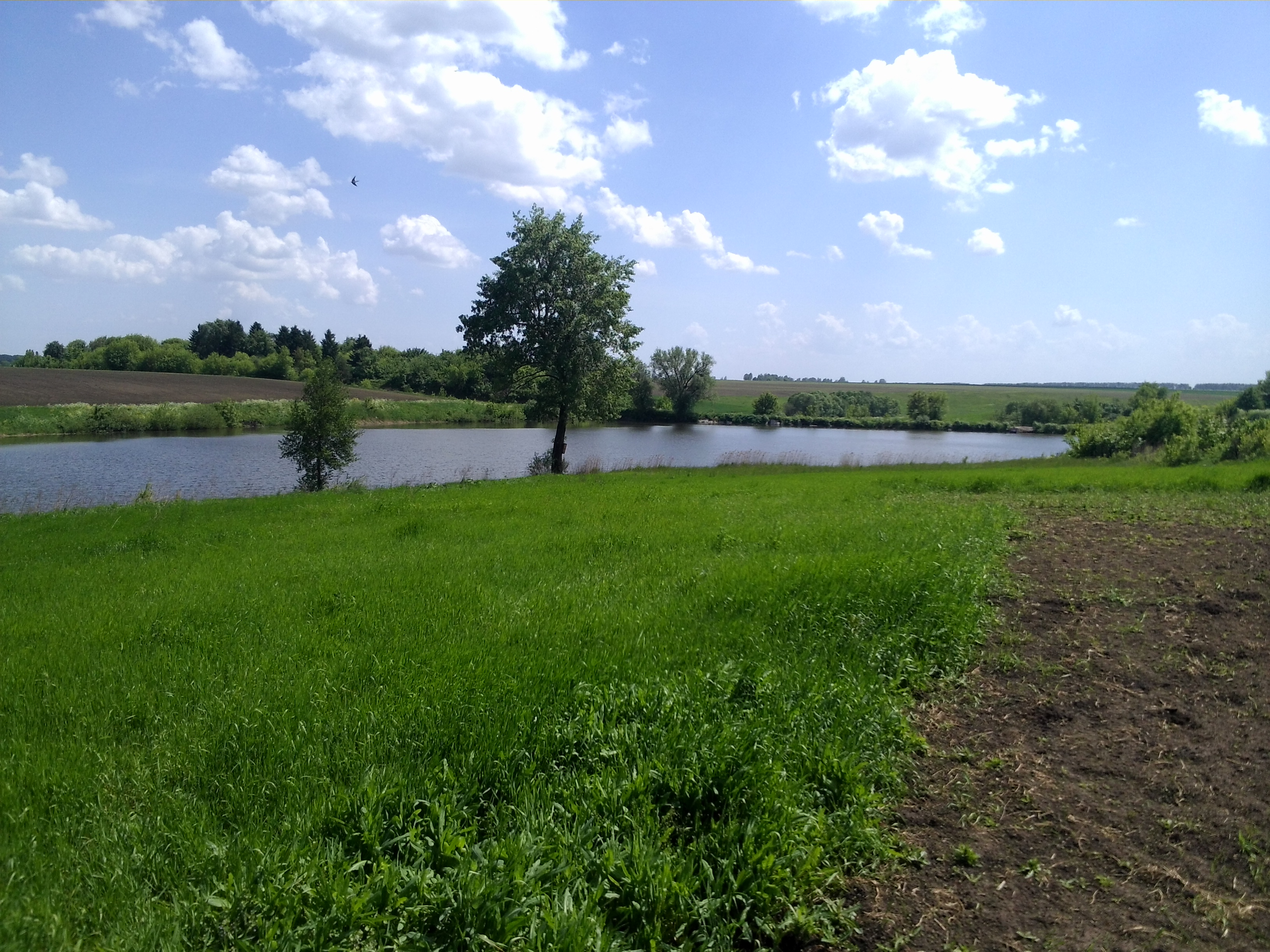
Ставок
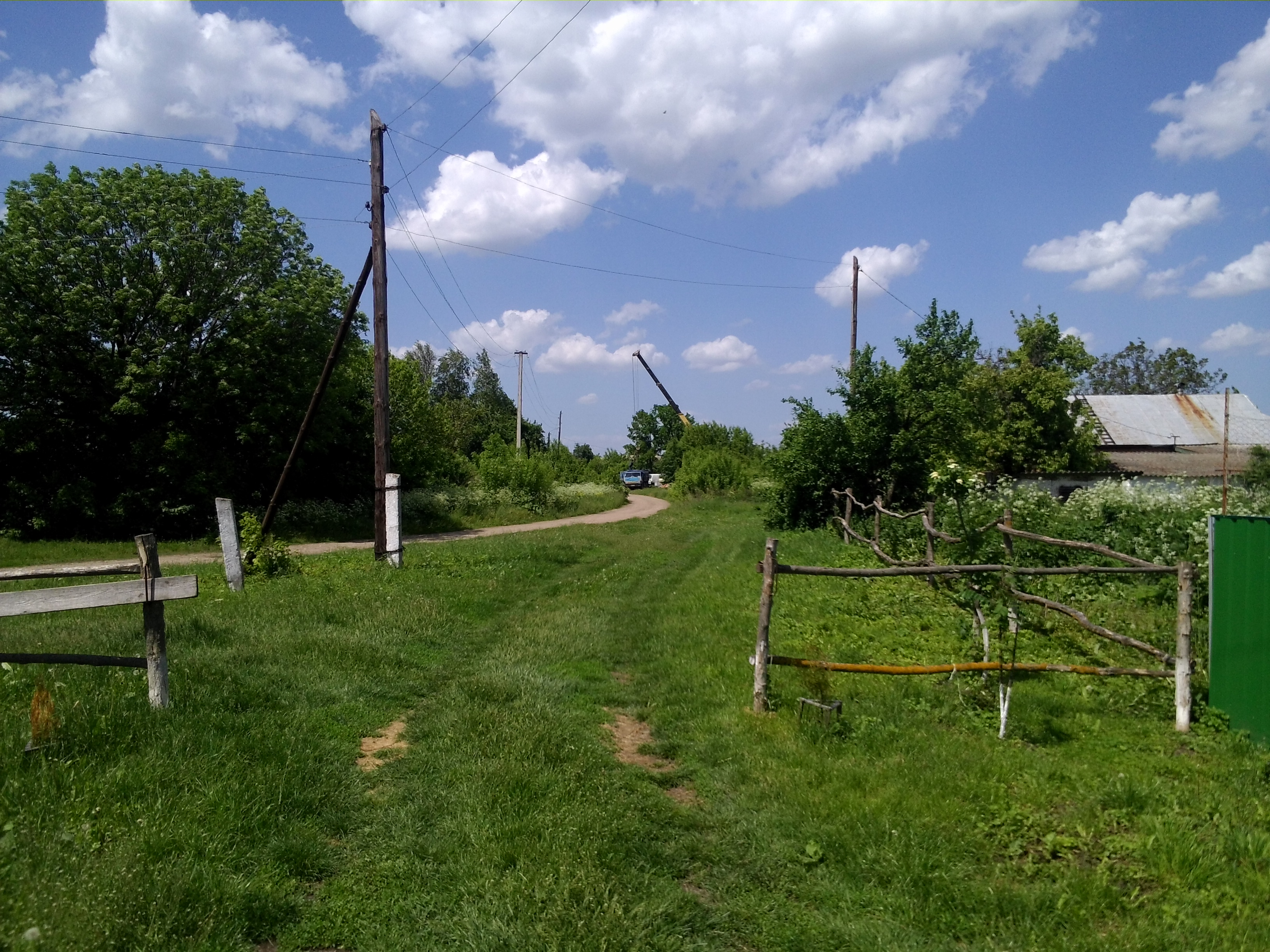
Вулиця в Петрівці
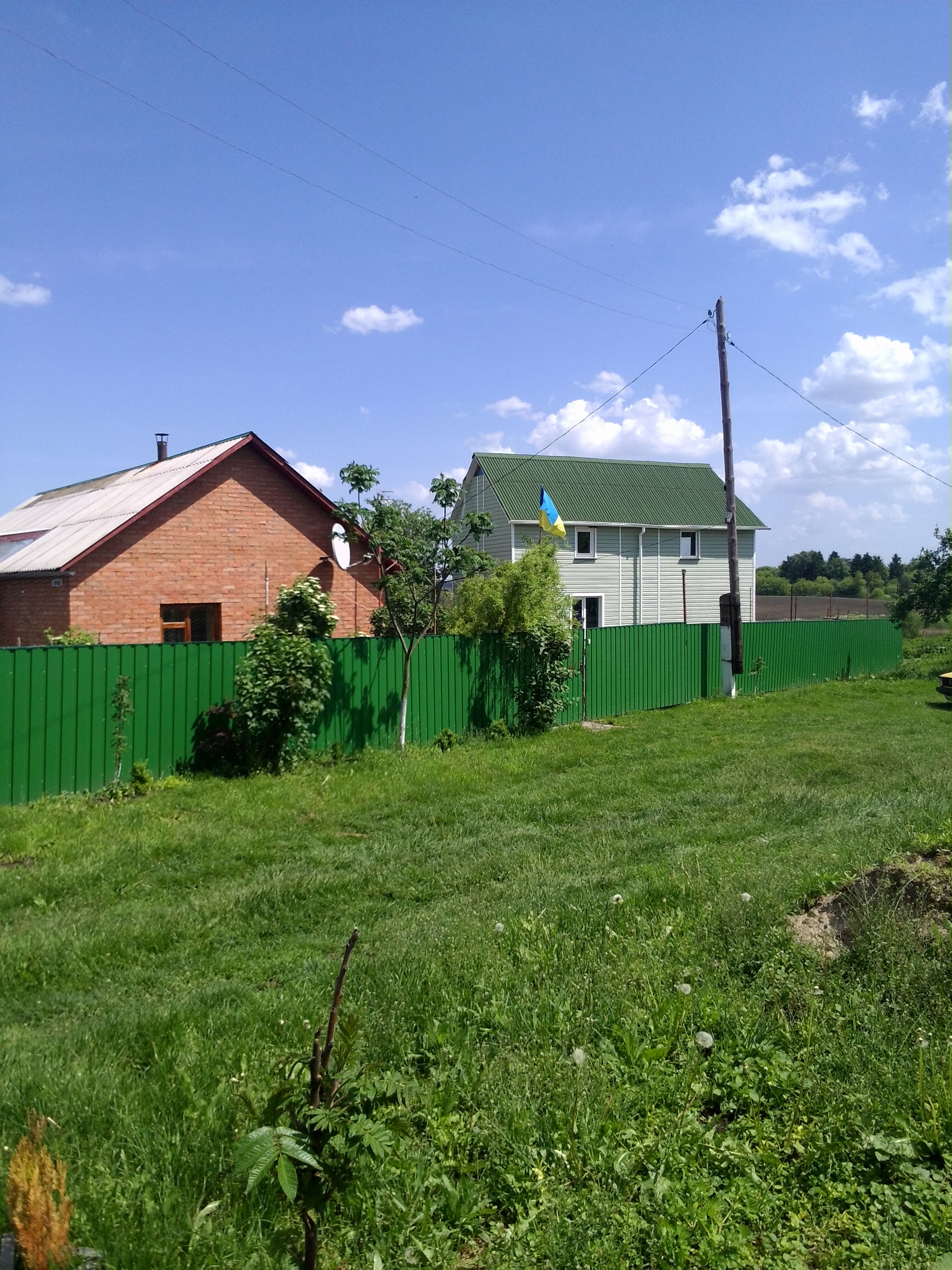
Садиба

.